# Oborino
Oborino (en rus: Оборино) és un poble de l'óblast de Pskov, a Rússia, segons el cens del 2010 tenia 5 habitants. Pertany al districte de Krasnogorodsk.